# Stenocephalemys zimai
Stenocephalemys zimai (Lavrenchenko & Bryja, 2020) è un roditore della famiglia dei Muridi endemico dell'Etiopia.

## Descrizione

### Dimensioni
Roditore di medie dimensioni, con la lunghezza della testa e del corpo tra 136 e 170  mm, la lunghezza della coda tra 105 e 148 mm, la lunghezza del piede tra 24,5 e 30 mm e la lunghezza delle orecchie tra 19,7 e 29,7 mm.

### Aspetto
Le parti dorsali variano dal grigio-brunastro al grigio-rossastro, mentre le parti ventrali variano dal grigio-biancastro al grigio-giallastro, con la base dei peli grigia. Le vibrisse sono nerastre. La linea di demarcazione lungo i fianchi è netta. Il dorso delle zampe è biancastro. Le orecchie sono nerastre. La coda è lunga poco meno della testa e del corpo, è nerastra sopra e biancastra sotto. Il cariotipo è 2n=50 FNa=52-56.

## Biologia

### Comportamento
È una specie terricola e notturna. Può essere una piaga per gli agricoltori.

## Distribuzione e habitat
Questa specie è diffusa sugli altopiani dell'Etiopia centro-settentrionale.
Vive nei prati tra i 3.600 e 4.000 metri di altitudine.

## Conservazione
Questa specie, essendo stata scoperta solo recentemente, non è stata sottoposta ancora a nessun criterio di conservazione.